# がんフーフー日記
『がんフーフー日記』（がんフーフーにっき）は、川崎フーフ（清水浩司夫婦）による闘病ブログ、およびそれをまとめた書籍。
書籍を原作として、2012年にテレビドラマ化され、2015年に映画化された。

## 概要
ライターの清水浩司（「ダンナ」）とその妻（「ヨメ」、元書店員）が「川崎フーフ」の筆名で、2009年9月よりアメーバブログにて公開している。ブログは出会ってから17年目に結婚し、直後に妊娠が発覚するも妻に第3期の直腸がんが見つかった夫婦の育児と闘病生活を綴ったドキュメントであり、清水の発案で手術前日から友人たちへの伝言板、そして自身の備忘録として開始された。妻が2010年7月に死去。2011年4月に約10か月間のブログを加筆・改稿しまとめた書籍が小学館より出版された。

## テレビドラマ
『ヨメとダンナの493日〜おもろい夫婦の「がんフーフー日記」〜』のタイトルでドキュメンタリードラマ化。2012年3月4日22:00 - 23:30（JST）にNHK BSプレミアムで放送された。

### キャスト（テレビドラマ）
- ダンナ：岡田義徳
- ヨメ：野波麻帆
- 夙川アトム
- 杉山彦々

### スタッフ（テレビドラマ）
- ディレクター：戸田直秀
- 構成：大和田悟史
- 制作統括：大門博也、代情明彦
- 制作・著作：NHK、葵プロモーション

## 映画
『夫婦フーフー日記』（ふうふフーフーにっき）のタイトルで映画化。2015年5月30日公開。佐々木蔵之介と永作博美のダブル主演。映画化にあたり、原作をベースに「死んだはずの妻と残された夫が、夫婦の軌跡を振り返る」という設定が追加されている。
公式Facebookと公式Twitterが2014年の11月22日（いい夫婦の日）にオープン。同日に特報映像とティザービジュアルも公開。
第18回上海国際映画祭・パノラマ部門に上演。
全国140スクリーンで公開され、映画観客動員ランキング（興行通信社調べ）で初登場第14位となった。

### キャスト（映画）
- 清水浩太（作家志望の音楽系編集者、通称「ダンナ」）：佐々木蔵之介
- 清水優子（元書店員、通称「ヨメ」）：永作博美
- エリ（優子の親友）：佐藤仁美
- ギテー（優子の弟）：高橋周平
- ギフ（優子の父）：並樹史朗
- ギボ（優子の母）：梅沢昌代
- ダンナの父：大石吾朗
- ダンナの母：吉本選江
- 佐藤（浩太と優子の友人）：宇野祥平
- 山下（浩太の上司）：小市慢太郎
- KZO（バー経営）：杉本哲太
- 出版社の編集担当者：SU (RIP SLYME)

### スタッフ（映画）
- 原作：川崎フーフ『がんフーフー日記』（小学館刊）
- 監督：前田弘二
- 脚本：林民夫、前田弘二
- 音楽：きだしゅんすけ
- 主題歌：LAMP IN TERREN「ボイド」
- 製作：百武弘二、堯部雅夫、寺島ヨシキ、都築伸一郎、相馬信之、矢内廣、鈴木聡、風間建治、宮本直人、佐竹一美
- 企画・プロデュース：松本整、宇田川寧
- プロデューサー：大畑利久、森川健一、田中洋行
- ノベライゼーション：涌井学『夫婦フーフー日記』（小学館文庫刊）
- 配給：ショウゲート
- 企画製作プロダクション：ダブ
- 製作：「夫婦フーフー日記」製作委員会（ショウゲート、テレビ大阪、エイベックス・ピクチャーズ、小学館、A-Sketch、ぴあ、ケイファクトリー、BS朝日、GYAO、ダブ）